# آپر پیتسگروو، نیوجرسی
آپر پیتسگروو (به انگلیسی: Upper Pittsgrove Township) شهری در ایالت نیوجرسی کشور ایالات متحده آمریکا است که جمعیت آن در سرشماری سال ۲۰۱۰ میلادی، ۳٬۵۰۵ نفر بوده‌است.